# Ефремов, Константин Лукич
Константи́н Луки́ч Ефре́мов (15 мая 1910, Тульская губерния — 1943, Берлин) — советский разведчик. Псевдонимы — Эрик Йернстрем, Паскаль.

## Биография
15 мая 1910 года — родился в деревне Заводской Хутор Чернского уезда Тульской губернии, ныне в составе Чернского района Тульской области.
После окончания школы-семилетки и рабфака в Туле поступил в Московский химико-технологический институт, который вскоре преобразовали в Военно-химическую академию.
В 1937 году — окончив академию, получил звание воентехника 1-го ранга (старший лейтенант), и его направили на работу в 4-й отдел Разведуправления. Отдел занимался военно-технической разведкой.
Продолжил обучение в Центральной школе подготовки командиров штабов. После окончания разведшколы Ефремов был отобран для работы в нелегальной разведке. Он прекрасно владел немецким языком. Завершив соответствующую подготовку, он через Одессу отправился в Бухарест, где ему дали новые документы и новый финский паспорт. Из Швейцарии, где он задержался на несколько недель, поехал в Париж. Пробыв там некоторое время, добрался до Брюсселя.
6 сентября 1939 года — прибыл в Бельгию через Швейцарию. У него был паспорт № 20268, выданный в Нью-Йорке на имя Эрика Йернстрема, финского студента, родившегося 3 ноября 1911 года в городе Ваза и с 1932 года проживающего в США. В Брюсселе он поступил в политехнический институт и вёл жизнь обычного студента.
Ефремов регулярно получал денежные переводы из США. Их размеры были в пределах, сообразных с положением студента, и никаких подозрений не вызывали. Почтовые открытки, обнаруженные при обыске жилища Ефремова, содержали сведения от резидентур ГРУ в США. Кроме того, Ефремов получал деньги от советского торгового представителя в Брюсселе. Последний свёл его с бельгийским промышленником, который снабжал Ефремова важной промышленной информацией и имя которого осталось неизвестным.
До войны в задачи Ефремова входил сбор технической информации о химических соединениях.
С началом войны ему было поручено создать сеть в Нидерландах с целью сбора военной, политической и экономической информации. Он прибегнул к услугам ранее завербованной им четы Шнайдер, Франца и его жены Жермены, и Иоганна Венцеля, которого знал лично. Ефремов организовал сеть, независимую от Треппера и Гуревича. Используя Венцеля и Пепера как посредников, Ефремов также играл ведущую роль в организации и управлении голландской сетью «Красной капеллы».
В соответствии с указанием ГРУ, в мае 1942 года Ефремов встретился с Треппером в доме Шнайдеров в Брюсселе и принял от Гуревича его нидерландскую сеть. Иоганн Венцель согласился стать радистом новой группы.
После ареста Венцеля 30 июля 1942 года Франц Шнайдер обратился к Эрнсту Бомерстону с просьбой спрятать Ефремова. Однако Ефремов не успел перебраться к Бомерстону; его арестовали во время встречи со связным, чтобы получить фальшивые документы.
Его жестоко пытали, требуя рассказать об известных ему нелегалах в Бельгии и Франции. В одной из записок, переданных Венцелю во время прогулок, он написал: «Я прошел через ад Бреендонка и испытал всё. У меня есть только одно желание — увидеть мать». Он не выдал известных ему агентов. Военный трибунал приговорил его к смертной казни. Приговор приведён в исполнение.